# Cubas de la Sagra
Cubas de la Sagra è un comune spagnolo di 6 539 abitanti situato nella comunità autonoma di Madrid.